# 青罕镇
青罕镇，是中华人民共和国河北省衡水市故城县下辖的一个乡镇级行政单位。

## 行政区划
青罕镇下辖以下地区：
石东村、候庄村、南王庄村、第什村、夏庄村、小刘孝子村、秘孝子村、刁南庄村、李王庄村、刁孝子村、大刘孝子村、于孝子村、石西村、白庙村、千户庄村、柴庄村、裴庄村、鲁庄村、青罕村、北王庄村、骑马寺村、陈庄村、周官庄村和南官庄村。